# C/1826 Y1
Komet Pons ali C/1826 Y1 je komet, ki ga je odkril francoski astronom Jean-Louis Pons 26. decembra 1826 v Italiji.

## Značilnosti
Njegova tirnica je bila parabolična. Soncu se je najbolj približal 5. februarja 1827, ko je bil na razdalji približno 0,03 a.e. od Sonca. Njegova magnituda je bila 6,5.